# Vincent Racaniello

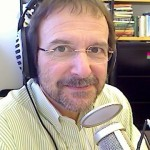
Vincent Racaniello

Vincent Raimondi Racaniello (* 2. Januar 1953 in Paterson, New Jersey) ist ein US-amerikanischer Virologe und Professor an der Columbia University.

## Leben
Racaniello erwarb 1974 an der Cornell University den Bachelor-Grad in Biologie und wurde 1980 bei Peter Palese zum PhD promoviert. In seiner Dissertation untersuchte er das Influenzavirus, sie trug den Titel Biochemical and Genetic Studies of Influenza B and C Viruses. Als Post-Doc bei David Baltimore am MIT (1979–1982) nutzte Racaniello rekombinante-DNA-Technologie zur Klonierung und DNA-Sequenzierung des Genoms des Poliovirus. Mit diesen Mitteln schuf er den ersten infektiösen Klon eines tierischen RNA-Virus.
1992 erhielt er den Eli Lilly and Company Research Award. Er war 2014/15 Präsident der American Society for Virology.
Seit 2008 betreibt er mit anderen Virologen den Netcast This Week in Virology (TWiV), in dem aktuelle Ergebnisse virologischer Forschung vorgestellt und diskutiert werden. Seitdem sind vier weitere Podcasts im selben Format hinzugekommen, die sich mit den Themen Evolution (TWiEvo), Mikrobiologie (TWiM), Neurobiologie (TWiN) und Parasitismus (TWiP) befassen.